# السياسة الخارجية لإدارة رونالد ريغان

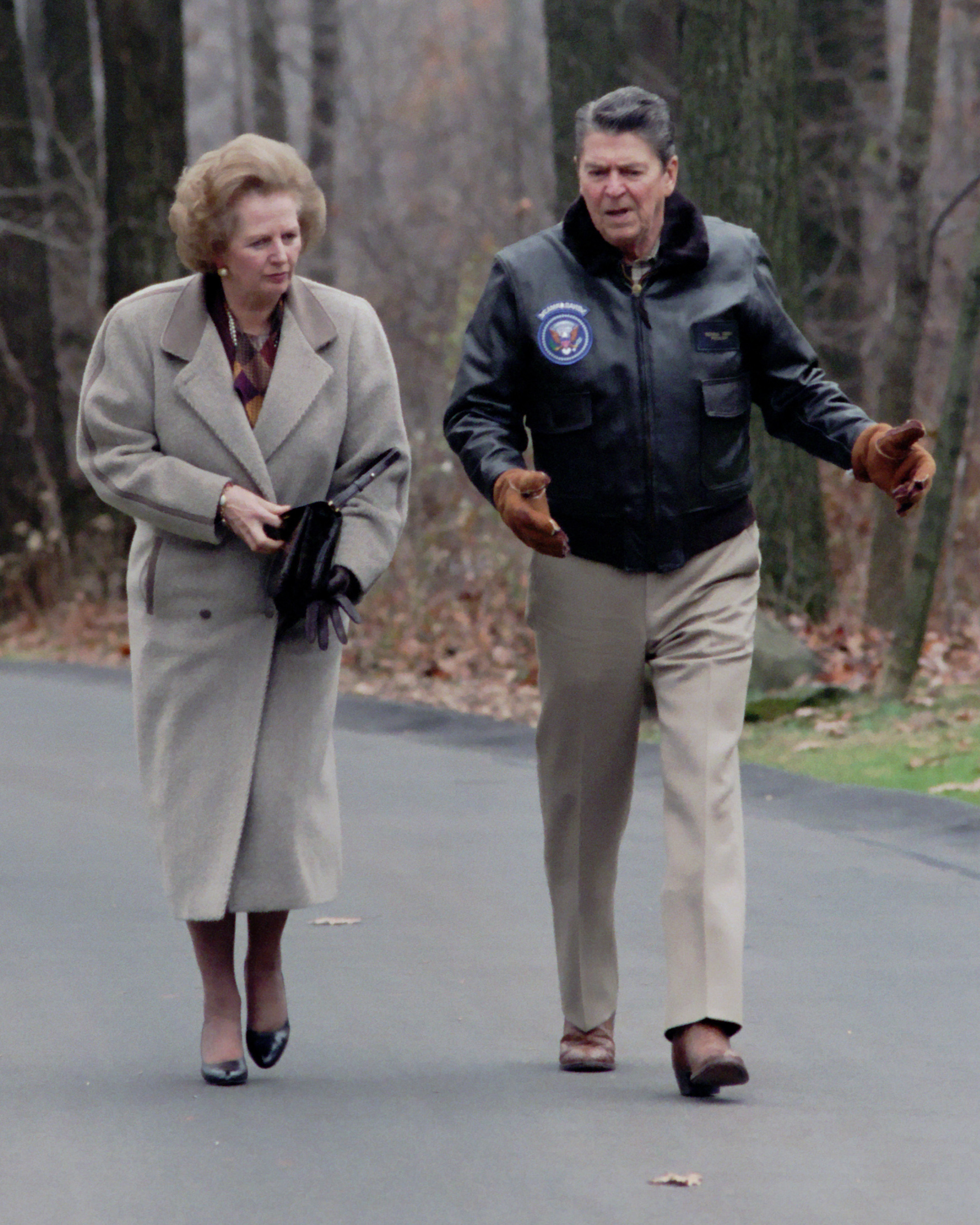

السياسة الخارجية لإدارة رونالد ريغان كانت السياسة الخارجية للولايات المتحدة من 1981 إلى 1989. وكان الهدف الرئيسي هو الانتصار في الحرب الباردة وتراجع الشيوعية – وهو ما تحقق في أوروبا الشرقية في عام 1989 وفي نهاية الاتحاد السوفيتي في عام 1991. والمؤرخون يناقشون من ينسبون الفضل إليه، وإلى أي مدى. وهم يتفقون على أن النصر في الحرب الباردة جعل من الولايات المتحدة القوة العظمى الوحيدة في العالم، قوة ذات علاقات جيدة مع الأنظمة الشيوعية السابقة في روسيا وأوروبا الشرقية.
وكجزء من «مبدأ ريغان»، عرضت الولايات المتحدة أيضاً الدعم المالي واللوجستي للمعارضة المناهضة للشيوعية في وسط أوروبا واتخذت موقفاً متشدداً على نحو متزايد ضد الحكومات اليسارية في أفغانستان و‌أنغولا و‌نيكاراغوا.

## الحرب الباردة

### المواجهة
صعد ريغان الحرب الباردة مع الاتحاد السوفيتي، مما يمثل خروجا عن سياسة الانفراج من قبل أسلافه، ريتشارد نيكسون، جيرالد فورد، و‌جيمي كارتر. نفذت إدارة ريغان سياسة جديدة تجاه الاتحاد السوفيتي من خلال NSDD-32 (توجيه قرارات الأمن القومي) لمواجهة الاتحاد السوفيتي على ثلاث جبهات: الحد من الوصول السوفيتي إلى التكنولوجيا المتقدمة وتقليل مواردهم، بما في ذلك خفض قيمة السلع السوفيتية في السوق العالمية؛ و (أيضا) زيادة النفقات الدفاعية الأمريكية لتعزيز الموقف التفاوضي للولايات المتحدة؛ وإرغام السوفييت على تكريس المزيد من مواردهم الاقتصادية للدفاع. وكان التعزيز العسكري الأميركي الهائل هو الأكثر وضوحا.
أعادت الإدارة إحياء برنامج قاذفات القنابل B-1 في عام 1981 الذي ألغته إدارة كارتر، وواصلت التطوير السري لB-2 سبيريت الذي كان كارتر يريد أن يحل محل B-1، وبدأت إنتاج صاروخ «حافظ السلام» MX. وردا على نشر الاتحاد السوفياتي لرائد RSD-10 ووفقا لقرار منظمة حلف شمال الأطلسي ذي المسارين، نشرت الإدارة صواريخ بيرشينغ الثانية في ألمانيا الغربية لاكتساب موقف مساومة أقوى للقضاء في نهاية المطاف على تلك الفئة بأكملها من الأسلحة النووية. وكان موقفه هو أنه إذا لم يقم السوفييت بإزالة صواريخ RSD-10 (دون تنازل من الولايات المتحدة)، فإن أمريكا سوف تقدم ببساطة صواريخ بيرشينج 2 للحصول على موقف مساومة أقوى، وسوف يتم إزالة الصاروخين.
وكان من بين مقترحات ريغان مبادرة الدفاع الاستراتيجي. كان يعتقد أن هذا الدرع الدفاعي يمكن أن يجعل الحرب النووية مستحيلة، ولكن عدم احتمال نجاح هذه التكنولوجيا قاد المعارضين إلى تسمية مبادرة الدفاع الاستراتيجي «حرب النجوم». ويعتقد منتقدو مبادرة الدفاع الاستراتيجي أن الهدف التكنولوجي غير قابل للتحقيق، وأن من المرجح أن تؤدي المحاولة إلى التعجيل بسباق التسلح، وأن النفقات الاستثنائية ترقى إلى مستوى التخبط العسكري - الصناعي. ورد المؤيدون بأن مبادرة الدفاع الاستراتيجي أعطت الرئيس موقفا تفاوضيا أقوى. والواقع أن زعماء الاتحاد السوفيتي أصبحوا قلقين حقا.
دعم ريغان الجماعات المناهضة للشيوعية في جميع أنحاء العالم. وفي سياسة تعرف باسم «عقيدة ريغان»، وعدت إدارته بتقديم المساعدات ومساعدات مكافحة التمرد للأنظمة القمعية اليمينية، مثل ديكتاتورية ماركوس في الفلبين، وحكومة الفصل العنصري في جنوب أفريقيا، وديكتاتورية حسين حبري في تشاد، فضلاً عن حركات حرب العصابات المعارضة للحكومات المرتبطة بالاتحاد السوفيتي، مثل الكونترا في نيكاراغوا، والمجاهدين في أفغانستان، ويونيتا في أنغولا. خلال الحرب السوفيتية الأفغانية، نشر ريغان ضباط شعبة الأنشطة الخاصة لوكالة المخابرات المركزية شبه العسكرية لتدريب وتجهيز وقيادة قوات المجاهدين ضد الجيش السوفيتي. على الرغم من أن وكالة المخابرات المركزية (بشكل عام) وعضو الكونغرس الأمريكي تشارلي ويلسون من ولاية تكساس قد حصلت على معظم الاهتمام، كان المهندس الرئيسي لهذه الإستراتيجية مايكل جي فيكرز، وهو ضابط شبه عسكري شاب. برنامج الرئيس (ريغان) للعمل السري مُنح الفضل للمساعدة في إنهاء الاحتلال السوفيتي لأفغانستان. عندما قمعت الحكومة البولندية حركة تضامن في أواخر عام 1981، فرض ريغان عقوبات اقتصادية على جمهورية بولندا الشعبية.
كان ريغان يعتقد أن الاقتصاد الأميركي بدأ يتحرك من جديد في حين أصاب الركود الاقتصاد السوفيتي. لفترة من الوقت، كان الانحدار السوفيتي مقنعا بارتفاع أسعار صادرات النفط السوفيتي، ولكن هذا العكاز انهار في أوائل الثمانينات. وفي نوفمبر 1985، كان سعر برميل النفط 30 دولارا، وفي مارس 1986، انخفض إلى 12 دولارا فقط.
لقد ألهمت لغة ريغان الخطابية المتشددة المنشقين في الإمبراطورية السوفيتية، ولكنها أذهلت أيضاً الحلفاء وأزعجت النقاد. ففي خطاب شهير ألقاه أمام الجمعية الوطنية للإنجيليين في الثامن من مارس 1983، أطلق على الاتحاد السوفيتي وصف «إمبراطورية الشر» التي كانت لتحول إلى «كومة رماد التاريخ». «بعد أن أسقط المقاتلون السوفيت رحلة الخطوط الجوية الكورية 007 في 1 سبتمبر 1983، وصف الفعل بأنه» عمل همجي... [من] وحشية غير إنسانية. وكان وصف ريغان للاتحاد السوفيتي بأنه«إمبراطورية شريرة» سبباً في إثارة غضب البعض باعتباره استفزازياً، ولكن أنصاره المحافظين دافعوا عنه بكل قوة. على سبيل المثال، دافع مايكل جونز من مؤسسة التراث بشكل بارز عن ريغان في مقال استعراضي للسياسات بعنوان سبعون عاماً من الشر، حيث حدد 208 من أعمال الشر المزعومة من قِبَل الاتحاد السوفيتي منذ الثورة البلشفية في عام 1917.
في الثالث من مارس 1983، توقع ريغان انهيار الشيوعية: «أعتقد أن الشيوعية تشكل فصلاً حزيناً وغريباً آخر في تاريخ البشرية، حتى أن آخر صفحاته تُكتَب الآن». وقدم تفاصيل في 8 يونيو 1982 إلى البرلمان البريطاني. وجادل ريغان بأن الاتحاد السوفيتي كان في أزمة اقتصادية عميقة وقال إن الاتحاد السوفيتي«يتعارض مع تيار التاريخ بحرمان مواطنيه من الحرية الإنسانية والكرامة الإنسانية.»
وكان ذلك قبل وصول ميخائيل غورباتشوف إلى السلطة في عام 1985. في وقت لاحق كتب ريغان في سيرته الذاتية «حياة أمريكية» أنه «لم ير التغيرات العميقة التي قد تحدث في الاتحاد السوفيتي بعد صعود غورباتشوف إلى السلطة.» ولمواجهة المشاكل الاقتصادية الخطيرة التي يواجهها الاتحاد السوفيتي، نفذ غورباتشوف سياسات جديدة جريئة من أجل الحرية والانفتاح تسمى غلاسنوست والبيريسترويكا.

### نهاية الحرب الباردة
خفف ريغان خطابه العدواني تجاه الاتحاد السوفيتي بعد أن أصبح غورباتشوف رئيسا للمكتب السياسي السوفيتي في عام 1985، واتخذ موقف التفاوض. بحلول السنوات الأخيرة من الحرب الباردة، كانت موسكو قد بنت قوة عسكرية استهلكت ما يصل إلى 25% من الناتج القومي الإجمالي للاتحاد السوفيتي على حساب السلع الاستهلاكية والاستثمار في القطاعات المدنية. ولكن حجم القوات المسلحة السوفيتية لم يكن بالضرورة نتيجة لسباق تسلح بسيط مع الولايات المتحدة.[14] وبدلاً من ذلك، يمكن فهم الإنفاق السوفياتي على سباق التسلح وغيره من التزامات الحرب الباردة على أنه سبب ونتيجة للمشاكل الهيكلية العميقة الجذور في النظام السوفياتي، والتي تراكم عليها عقد على الأقل من الركود الاقتصادي خلال سنوات بريجينيف.[15] لم يكن الاستثمار السوفياتي في قطاع الدفاع بالضرورة مدفوعًا بالضرورة بالضرورات العسكرية، ولكن إلى حد كبير بمصالح بيروقراطيات الحزب والدولة الضخمة التي تعتمد على القطاع للحصول على سلطتها وامتيازاتها الخاصة.[16]
فقد عمل ريجان على تخفيف حدة خطابه العدواني في التعامل مع الاتحاد السوفييتي بعد أن أصبح جورباتشوف رئيساً للمكتب السياسي السوفييتي في عام 1985، وتولى منصب التفاوض. وبحلول أواخر سنوات الحرب الباردة، كانت موسكو قد بنت قوة عسكرية استهلكت ما يصل إلى 25% من الناتج القومي الإجمالي للاتحاد السوفييتي على حساب السلع الاستهلاكية والاستثمار في القطاعات المدنية. ولكن حجم القوات المسلحة السوفيتية لم يكن بالضرورة نتيجة لسباق تسلح بسيط بين العمل ورد الفعل مع الولايات المتحدة. بل إن الإنفاق السوفيتي على سباق التسلح وغيره من التزامات الحرب الباردة من الممكن أن يُفهَم باعتباره سبباً ونتيجة للمشاكل البنيوية العميقة الجذور في النظام السوفيتي، والتي تراكم عليها ما لا يقل عن عقد من الركود الاقتصادي أثناء سنوات ولاية بريجينيف. إن الاستثمار السوفيتي في قطاع الدفاع لم يكن مدفوعاً بالضرورة بالضرورة بالضرورات العسكرية، بل كان مدفوعاً إلى حد كبير بمصالح بيروقراطيات الحزب والدولة الضخمة التي تعتمد على هذا القطاع في اكتساب قوتها وامتيازاتها.
بحلول الوقت الذي صعد فيه ميخائيل غورباتشوف إلى السلطة في عام 1985، عانى السوفيت من معدل نمو اقتصادي يقارب الصفر في المائة، بالإضافة إلى انخفاض حاد في عائدات العملة الصعبة نتيجة للانحدار في أسعار النفط العالمية في الثمانينات (شكلت صادرات النفط حوالي 60 في المائة من إجمالي عائدات صادرات الاتحاد السوفيتي). لإعادة هيكلة الاقتصاد السوفيتي قبل انهياره، أعلن غورباتشوف عن جدول أعمال للإصلاح السريع، استنادًا إلى ما أسماه بيريسترويكا (بمعنى «إعادة الهيكلة») وغلاسنوست (بمعنى«التحرير» و«الانفتاح»). كان الإصلاح يتطلب من غورباتشوف أن يعيد توجيه موارد البلاد من الالتزامات العسكرية المكلفة أثناء الحرب الباردة إلى مناطق أكثر ربحية في القطاع المدني. ونتيجة لهذا، قدم غورباتشوف تنازلات كبرى للولايات المتحدة فيما يتصل بمستويات القوات التقليدية، والأسلحة النووية، والسياسة في أوروبا الشرقية.
شكك العديد من الخبراء والمسؤولين الإداريين السوفييت في الولايات المتحدة في جدية غورباتشوف في تقليص سباق التسلح، ولكن ريغان أدرك التغيير الحقيقي في اتجاه القيادة السوفيتية، وتحول إلى الدبلوماسية الماهرة لدفع غورباتشوف شخصيا إلى المزيد من الإصلاحات.
كان ريغان يعتقد بصدق أنه إذا تمكن من إقناع السوفيت بالنظر ببساطة إلى الاقتصاد الأميركي المزدهر، فإنهم أيضاً سوف يحتضنون الأسواق الحرة والمجتمع الحر.
في خطاب ألقي عند سور برلين في عيد ميلاد المدينة 750 دفع ريغان غورباتشوف أبعد من ذلك أمام 20,000 متفرج: "الأمين العام غورباتشوف، إذا كنت تسعى للسلام، إذا كنت تسعى لتحقيق الازدهار للاتحاد السوفيتي وأوروبا الشرقية، إذا كنت تسعى للتحرير: تعال هنا إلى هذه البوابة! سيد (غورباتشوف)، افتح هذه البوابة! سيد (غورباتشوف)، اهدم هذا الجدار!" الجملة الأخيرة أصبحت "الكلمات الثلاث الأكثر شهرة لرئاسة رونالد ريغان. وقال ريغان في وقت لاحق أن "لهجة قوية" في خطابه تأثرت بسماع قبل خطابه أن أولئك الذين كانوا على الجانب الشرقي من الجدار يحاولون سماعه قد أبعدتهم الشرطة. وكتبت وكالة الأنباء السوفيتية أن زيارة ريغان كانت" استفزازية علنا، وترويج للحرب."
وسرعان ما خفت حدة التوترات بين الشرق والغرب التي بلغت ذروات جديدة حادة في وقت سابق من العقد خلال منتصف الثمانينات وأواخرها. في عام 1988، أعلن السوفيت رسميا أنهم لن يتدخلوا بعد الآن في شؤون الدول الحليفة في أوروبا الشرقية. وفي عام 1989، انسحبت القوات السوفيتية من أفغانستان.
جورج شولتز وزير خارجية ريغان، أستاذ الاقتصاد السابق في جامعة ستانفورد، قام بتعليم غورباتشوف بشكل خاص عن اقتصاد السوق الحرة. وبناء على طلب غورباتشوف، ألقى ريغان خطابا عن الأسواق الحرة في جامعة موسكو.
عندما زار ريغان موسكو، كان ينظر إليه السوفيت على أنه أحد المشاهير. سأل صحفي الرئيس إذا كان لا يزال يعتبر الاتحاد السوفيتي إمبراطورية الشر. أجاب: «لا، كنت أتحدث عن وقت آخر، عصر آخر.»
في سيرته الذاتية حياة أمريكية، أعرب ريغان عن تفاؤله حول الاتجاه الجديد الذي رسموه، ومشاعره الدافئة تجاه جورباتشوف، واهتمامه بسلامة غورباتشوف لأن غورباتشوف دفع الإصلاحات بقوة. وكتب ريغان: "كنت قلقاً على سلامته"." ما زلت قلقا عليه. ما مدى صعوبة وسرعة دفعه للإصلاحات دون المخاطرة بحياته؟ "ستنكشف الأحداث إلى ما هو أبعد بكثير مما كان (غورباتشوف) ينويه أصلاً".

## وصلات خارجية
- U.S. Policy Towards the Contras from the Dean Peter Krogh Foreign Affairs Digital Archives
- The Ronald Reagan Presidential Library
- The Reagan Files: Collection of thousands of top-secret documents from the Reagan Administration.